# باشگاه فوتبال پاتانی (ارمنستان)
باشگاه فوتبال پاتانی (ارمنی: Ֆուտբոլային Ակումբ Պատանի) یک باشگاه فوتبال در شهر ایروان و در کشور ارمنستان می‌باشد که در لیگ برتر فوتبال ارمنستان بازی می‌کند.
این باشگاه در سال ۲۰۰۶ میلادی تأسیس شده است.

## آمار لیگ
| ارمنستان (۲۰۰۶ – ۲۰۰۸) |              |     |      |     |       |      |        |          |     |        |      |
| فصل                    | دسته         | سطح | بازی | برد | تساوی | باخت | گل زده | گل خورده | +/- | امتیاز | مکان |
| ۲۰۰۶                   | لیگ دسته اول | ۲   | ۱۸   | ۶   | ۳     | ۹    | ۴۳     | ۴۹       | -۶  | ۲۱     | 6.   |
| ۲۰۰۷                   | لیگ دسته اول | ۲   | ۲۱   | ۲   | ۱     | ۱۸   | ۱۹     | ۶۴       | -۴۵ | ۷      | 8.   |
| ۲۰۰۸                   | لیگ دسته اول | ۲   | ۲۸   | ۳   | ۱۰    | ۱۵   | ۳۲     | ۵۷       | -۲۵ | ۱۹     | 8.   |